# Castle Rock, British Columbia
Castle Rock är en vulkan i Kanada.   Det ligger i provinsen British Columbia, i den centrala delen av landet, 3 900 km väster om huvudstaden Ottawa. Toppen på Castle Rock är 1 862 meter över havet, eller 53 meter över den omgivande terrängen. Bredden vid basen är 0,17 km.
Terrängen runt Castle Rock är varierad. Trakten runt Castle Rock är nära nog obefolkad, med mindre än två invånare per kvadratkilometer.. Det finns inga samhällen i närheten.
Trakten runt Castle Rock består i huvudsak av gräsmarker.